# Балестреро, Этторе
Этторе Балестреро (итал. Ettore Balestrero; род. 21 декабря 1966, Генуя, Италия) — итальянский прелат и ватиканский дипломат. Заместитель секретаря по отношениям с государствами с 17 августа 2009 по 22 февраля 2013. Титулярный архиепископ Викторианы с 22 февраля 2013. Апостольский нунций в Колумбии с 22 февраля 2013 по 6 июля 2018. Апостольский нунций в Демократической Республике Конго с 27 апреля 2019 по 21 июня 2023. Постоянный наблюдатель Святого Престола при отделении ООН и специализированных учреждений ООН в Женеве с 21 июня 2023.

## Ранние годы, образование и священство
Этторе Балестреро родился 21 декабря 1966 года в Генуе.
После окончания юридической школы Балестреро поступил в Альмо Колледжио Капраника и был рукоположён в сан священника 18 сентября 1993 года для Римского диоцеза кардиналом Камилло Руини. Он получил степень в богословии и докторантуру в каноническом праве. После служения в приходе Santa Maria Mater Ecclesiae al Torrino в Риме Балестреро стал студентом в Папской Церковной Академии.

## На дипломатической службе Святого Престола
Этторе Балестреро поступил на дипломатическую службу Святого Престола в 1996 году, служил в Корее, Монголии и Нидерландах. С 2001 год он служил в Государственном Секретариате Святого Престола. 17 августа 2009 года он был назначен заместителем Секретаря по отношениям с государствами, сменив Пьетро Паролина, который был назначен апостольским нунцием в Венесуэлу в тот же самый день.
Этторе Балестреро свободно говорит по-английски, так же, как и по-французски, по-испански, по-немецки и по-голландски.

## Архиепископ и нунций
22 февраля 2013 года, в последнюю неделю понтификата Папы Бенедикта XVI монсеньор Балестреро был назначен апостольским нунцием в Колумбии и в то же время титулярным архиепископом Витторианы. Балестреро был заменен Антуаном Камиллери священником епархии Мальты. Камиллери ранее служил личным секретарём архиепископа Доминика Мамберти.
6 июля 2018 года Папа Франциск приказал отправить монсеньора Этторе Балестреро в Демократическую Республику Конго для рассмотрения дел Апостольской нунциатуры в Киншасе и освободил его от обязанностей апостольского нунция в Колумбии.
27 апреля 2019 года Папа Франциск назначил монсеньора Этторе Балестреро апостольским нунцием в Демократической Республике Конго.
23 июня 2023 года Папа Франциск назначил монсеньора Этторе Балестреро постоянным наблюдателем Святого Престола при отделении ООН и специализированных учреждений ООН в Женеве.